# Бельчук, Александр Иванович
Александр Иванович Бельчук (род. 1930) — советский и российский экономист-международник, доктор экономических наук, профессор Всероссийской академии внешней торговли. Лауреат Государственной премии СССР, Заслуженный деятель науки Российской Федерации (2006).

## Биография
Александр Бельчук родился в 1930 году. В 1953 году окончил МГИМО, получив квалификацию «юрист, специалист по международному и государственному праву». Работал в Институте мировой экономики и международных отношений АН СССР в отделе внешнеэкономических проблем капитализма, позже преобразованном в отдел международных экономических отношений. Был секретарём комсомольской организации института. Ездил в командировки за границу, в том числе по линии ЮНКТАД. С 1993 года работает во Всероссийской академии внешней торговли. В 1995—1996 годах являлся профессором Университета Южной Калифорнии в Лос-Анжелесе.
Во Всероссийской академии внешней торговли работает на кафедре мировой и национальной экономики. Автор курса «Основы анализа экономической конъюнктуры», также читает курсы «Переходная экономика» и «История экономических учений».
Автор ряда учебных пособий. Написал несколько разделов в учебнике «Мировая экономика» (1999). Публикуется в ряде журналов, в частности, в ежемесячнике «Внешнеэкономический бюллетень». Член совета созданного в 2004 году движения «За укрепление демократического мирового правопорядка и в поддержку ООН».

## Общественная деятельность
19 ноября 1957 года, во время реконструкции Ленинградского парка, занимающего территорию бывшего Московского Братского кладбища, написал письмо на имя секретаря Ленинградского райкома КПСС Л. В. Дерибина с просьбой о сохранении надгробия С. А. Шлихтера — последнего оставшегося памятника кладбища.

## Награды и премии
- Государственная премия СССР — за цикл работ по международным проблемам[1]
- Заслуженный деятель науки Российской Федерации (2006)[6]

## Сочинения
- «Мировая экономика». Издательство «Юристъ», М.,1999 (соавтор).
- «Экономика». Издательство «Юристъ», М., 2002.
- «Формирование рыночной экономики (в постсоциалистических странах)», М., 2002.